# Adonisea thoreaui
Adonisea thoreaui är en fjärilsart som beskrevs av Augustus Radcliffe Grote och Robinson 1870. Adonisea thoreaui ingår i släktet Adonisea och familjen nattflyn. Inga underarter finns listade i Catalogue of Life.